# Gecentreerd veelhoeksgetal
Een gecentreerd veelhoeksgetal is een getal dat het aantal stippen is van een figuur, die uit dezelfde regelmatige veelhoeken is opgebouwd met zijden die steeds een stip groter worden. De steeds groter wordende regelmatige veelhoeken hebben hetzelfde middelpunt. De verschillende veelhoeken, die een gecentreerd veelhoeksgetal samenstellen, hebben geen punten hetzelfde. 
Er is een verschil tussen de gecentreerde veelhoeksgetallen en veelhoeksgetallen, gedefinieerd vanuit een hoekpunt. Gecentreerde veelhoeksgetallen en veelhoeksgetallen met in een hoekpunt geneste veelhoeken voor dezelfde veelhoek zijn niet hetzelfde.
Als {\displaystyle z} het aantal zijden is van een veelhoek, dan is de formule voor het gecentreerde {\displaystyle n}e {\displaystyle z}-hoeksgetal gegeven door 
{\displaystyle C_{z}(n)={\tfrac {1}{2}}z\cdot n^{2}-{\tfrac {1}{2}}z\cdot n+1={\tfrac {1}{2}}n(z\cdot n-z)+1}
De gecentreerde achthoeksgetallen zijn de oneven getallen in het kwadraat, dus de oneven kwadraten. Alle even perfecte getallen groter dan 6 zijn een gecentreerd negenhoeksgetal.

31 is het vierde gecentreerde vijfhoeksgetal.

Een tabel met de eerste gecentreerde veelhoeksgetallen is: 
| Naam                        | Formule                                  | n | n  | n  | n  | n   | n   | n   | n   | OEIS                |
| Naam                        | Formule                                  | 1 | 2  | 3  | 4  | 5   | 6   | 7   | 8   | OEIS                |
| --------------------------- | ---------------------------------------- | - | -- | -- | -- | --- | --- | --- | --- | ------------------- |
| gecentreerd driehoeksgetal  | {\displaystyle {\tfrac {3}{2}}n(n-1)+1}  | 1 | 4  | 10 | 19 | 31  | 46  | 64  | 85  | rij A005448 in OEIS |
| gecentreerd vierkantsgetal  | {\displaystyle 2n(n-1)+1}                | 1 | 5  | 13 | 25 | 41  | 61  | 85  | 113 | rij A001844 in OEIS |
| gecentreerd vijfhoeksgetal  | {\displaystyle {\tfrac {5}{2}}n(n-1)+1}  | 1 | 6  | 16 | 31 | 51  | 76  | 106 | 141 | rij A005891 in OEIS |
| gecentreerd zeshoeksgetal   | {\displaystyle 3n(n-1)+1}                | 1 | 7  | 19 | 37 | 61  | 91  | 127 | 169 | rij A003215 in OEIS |
| gecentreerd zevenhoeksgetal | {\displaystyle {\tfrac {7}{2}}n(n-1)+1}  | 1 | 8  | 22 | 43 | 71  | 106 | 148 | 197 | rij A069099 in OEIS |
| gecentreerd achthoeksgetal  | {\displaystyle (2n-1)^{2}}               | 1 | 9  | 25 | 49 | 81  | 121 | 169 | 225 | rij A016754 in OEIS |
| gecentreerd negenhoeksgetal | {\displaystyle {\tfrac {9}{2}}n(n-1)+1}  | 1 | 10 | 28 | 55 | 91  | 136 | 190 | 253 | rij A060544 in OEIS |
| gecentreerd 10-hoeksgetal   | {\displaystyle 5n(n-1)+1}                | 1 | 11 | 31 | 61 | 101 | 151 | 211 | 281 | rij A062786 in OEIS |
| gecentreerd 11-hoeksgetal   | {\displaystyle {\tfrac {11}{2}}n(n-1)+1} | 1 | 12 | 34 | 67 | 111 | 166 | 232 | 309 | rij A069125 in OEIS |
| gecentreerd 12-hoeksgetal   | {\displaystyle 6n(n-1)+1}                | 1 | 13 | 37 | 73 | 121 | 181 | 253 | 337 | rij A003154 in OEIS |

- (en)  MathWorld. Centered Polygonal Number.